# Detlef Macha
Detlef Macha (ur. 13 grudnia 1958 w Greiz – zm. 2 września 1994 w Coburgu) – niemiecki kolarz torowy i szosowy reprezentujący NRD, pięciokrotny medalista torowych mistrzostw świata.

## Kariera
Pierwszy sukces w karierze Detlef Macha odniósł w 1976 roku, kiedy zdobył złoty medal w drużynowym wyścigu na dochodzenie podczas mistrzostw świata juniorów. Dwa lata później, podczas mistrzostw świata w Monachium Macha zdobył indywidualnie złoty medal. Kolejne dwa medale zdobył na mistrzostwach świata w Brnie w 1981 roku - zwyciężył zarówno drużynowo (wspólnie z Berndem Dittertem, Axelem Grosserem i Volkerem Winklerem) jak i indywidualnie. W indywidualnym wyścigu na dochodzenie amatorów Macha zwyciężył również na rozgrywanych w 1982 roku mistrzostwach świata w Leicester. Na tych samych mistrzostwach razem z Rolandem Güntherem, Gerhardem Strittmatterem i Axelem Bokelohem zajął trzecie miejsce w drużynie. Startował także w wyścigach szosowych, zajmując między innymi trzecie miejsce w klasyfikacji generalnej Circuit Franco-Belge w 1985 roku. Wielokrotnie zdobywał medale torowych mistrzostw kraju, ale nigdy nie wystąpił na igrzyskach olimpijskich.